# 不凍タンパク質
不凍タンパク質（ふとうタンパクしつ、英: Antifreeze protein, AFP）は、生体において、主に生体の凍結防止や氷の再結晶防止による生物の生命維持に寄与するタンパク質のこと。耐凍タンパク質ともよばれ、近年では氷構造（化）タンパク質 (ice structuring proteins, ISPs) ともよばれることがある。
数グループが存在し、また糖との結合体である不凍糖タンパク質などの誘導体が存在する。そのため、これらをまとめて「不凍タンパク質類」(AFPs) と呼称することもある。

## 概要

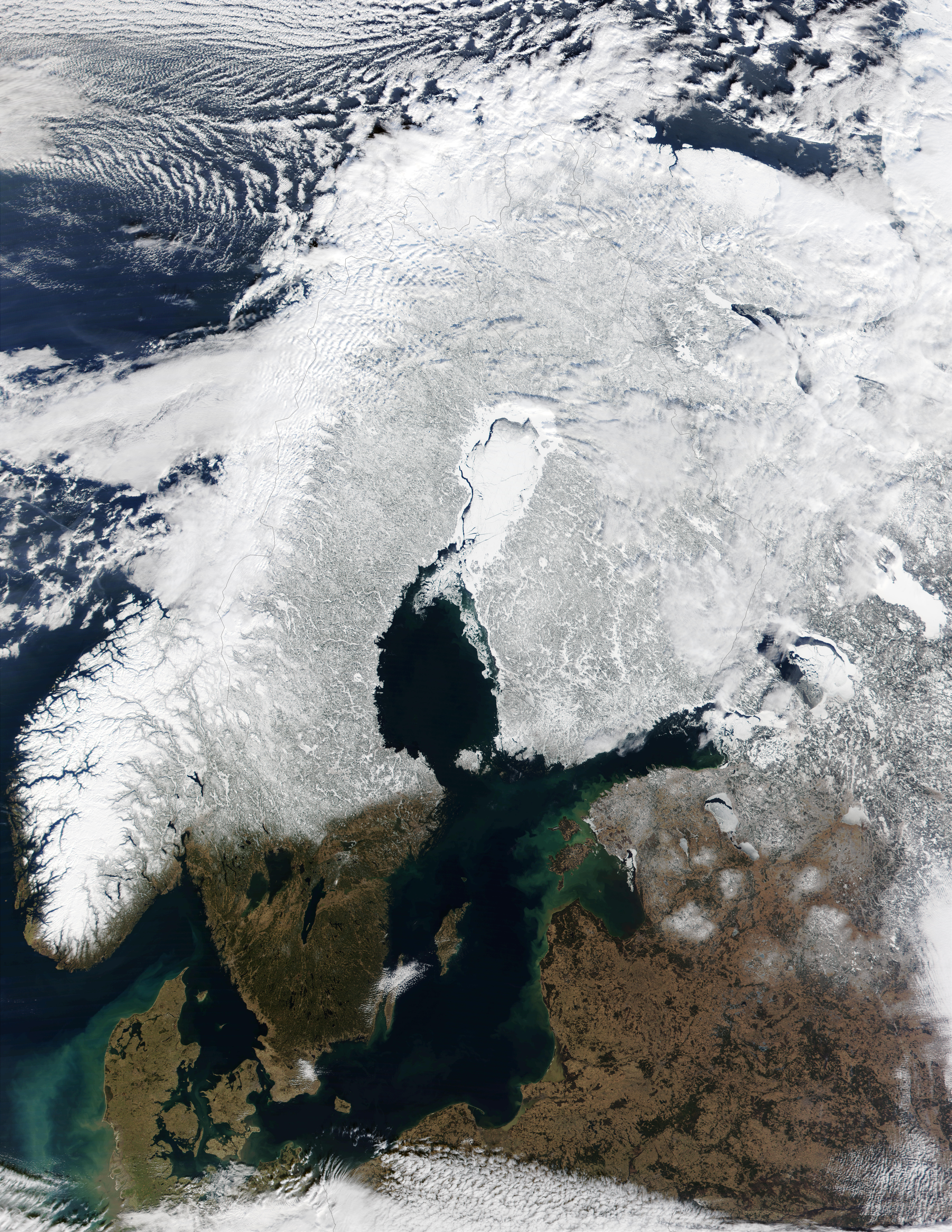
北欧の人工衛星画像（冬）

地球上においては、相当な量の氷に覆われた区域がある。高地の雪氷地帯、氷河、極地の万年雪、棚氷、流氷など枚挙に暇が無い。これらの地域に生息する生物の個体数、現存量は、ともに多くは無いが、生息する生物は存在する。
これらの地域に生息する生物は、それぞれ、低温や身体の凍結に備えた構造（ロバストネス）を持つことにより生存を可能としている。例えば毛皮などの保温、体内を構成する脂質の不飽和化による凝固点降下、体自体を巨大化させることによる比体表面積の低下などである。
ここで、体内の水の結晶性を制御することで生存に寄与することを目的として産出されているのが不凍タンパク質である。作用機序は特異的であり（後述）凝固点降下によって不凍性を発揮する物質とは桁違いに活性が高い。数ppmオーダーと非常に低濃度で効力を発揮するのが大きな特徴である。

## 不凍性メカニズム
生物組織を普通に凍結させると、組織が破壊され、高次機能が失われる。これは生体内の水が凍結する際に粗大な結晶となり、組織の構造が破壊されることによる。また凍結時は低温であるため組織の柔軟性が下がっていることも、これに拍車をかける。さらに凍結後に生体組織を構成していた溶液が濃縮され、組織に浸透圧による化学的ストレスと傷害を与えることも加わる。
人為的に低温での凍結を抑制する場合、ポリエチレングリコールや糖類の添加や置換、浸透圧の向上といった手法を用いることができる。しかしながら、生体では代謝の問題上、そうした手段をとることができない。
不凍タンパク質類は微小な氷結晶に結合し、結晶性の熱的安定性を下げることによってその結晶性を制御する。また、水に対して熱的ヒステリシスを与え、凝固点を下げる一方で融解点を下げない（通常0.2～0.3℃、昆虫においては5℃程度下げるものもあるとされる）。
結晶性が制御される結果として、形成される氷は円錐ないし六角錐を底面で2個張り合わせたような形（紡錘形に近い）となる。また微細な結晶が多数析出する現象が起き、通常の凍結でみられる、結晶同士が連結して粗大な結晶を析出させる現象が起きない。
この熱的ヒステリシスについては、精密微小浸透圧計を用いて計測することが可能であり、典型的な魚の不凍タンパク質の場合であれば、1.5℃のときの最大を示すのだという。しかしながら、昆虫の不凍タンパク質は、この10～30倍活性が高いといわれる。これは、魚が水中という比較的温度が安定した環境に生息するのに対して、昆虫は地上で生活する必要があり、さらされる温度変化が激しいため、このような性質を身に着けたのではないかとする分析がある。なお、ハマキガには非常に高い耐寒性をもつものがおり、−30℃ですら活発に活動するという。

## 生物における例

### 魚

AFP Type Iの模式図。機能性をもつ三面をもつ構造である。Hydophobic Face: 疎水性面, Hydrophilic Face, 親水性面, Thr-Asx Face: Thr-Asx面。

海水の氷点は−1.8℃程度であり、通常の海水魚の血液の氷点は−0.8～0.9℃程度である。このため、海面が氷結する海域においては、通常の海水魚は身体が凍結してしまうはずである。しかしながら、このような海域においても生存し活動する魚が存在しており、それを支えている要素のひとつが、魚血液中の不凍タンパク質である。
北極海や南極海に生息する魚類の分析から、2.6-3.3 kD程度の不凍糖タンパク質が発見されている。

### 昆虫
昆虫においては8.3～12.5 kDのものが発見されている。昆虫の不凍タンパク質は、特に活性（熱的ヒステリシスに対する作用）が強いものが多いことで知られている。

### 植物
植物の不凍タンパク質は、まだかなり未解明であり、研究が進められている。他の種に含まれる不凍タンパク質類と比較して、その活性は低いものが多いとされる。これまでに、麦類、ニンジン、ジャガイモ、キャベツなどから発見されたとの報告がある。また、その作用は氷の再結晶防止というよりも、氷の形成防止といった方が適切との指摘がある。

### 進化における不凍タンパク質類の獲得
不凍タンパク質類を生物が獲得したのは、数百万年前の氷期においてのことであり、異なった生物グループに同様なものが存在するのは、収斂進化の結果ではないかとの説がある。異なる種類の不凍タンパク質類が現在の生物から発見できる理由として、次の2説が挙げられる。
- 水は水素と酸素からなり、他の物質との接触の様式は多様である。そのため、不凍タンパク質類と水との接触パターンにバリエーションができ、不凍タンパク質類の多様性につながった。

- 5種の不凍タンパク質類は一次構造が異なる、しかしながら、3Dモデルを構築した場合にはほぼ相同の形状を示す（そのため、機能がほぼ同じであり、差別化される必要に駆られることがなかった）[6]。

## 不凍性の機構
不凍タンパク質の不凍性機構は、吸着‐抑制機構による結晶成長阻止に由来するものとの説が有力である。凍結初期に形成された微小な氷板に不凍タンパク質が吸着されると、熱力学的に氷晶の成長が抑制される。その結果として、六角板形状である氷板はファンデルワールス力による表面の形成の妨害に従い、単独で紡錘形に近い形状となる。
通常の氷の結晶面は、基本面 (0001) およびプリズム面 (1010) を示し、板状の結晶となって成長する。しかしながら、不凍タンパク質 (AFP typeI) が存在する場合、結晶成長は2021面に制限される。この機構はさらに精密に解明され、AFP typeIは水の水素結合に介入して氷晶の成長を阻害していることが明らかとなった。しかしながら、タンパク質の水素結合に関与すると考えられた部分を変異させたものを用いた実験においても、不凍性の低下は測定できなかった。このため、現在では、水素結合への介入は不凍性の主たる作用ではないとの説がある。この機構については、分子動力学法やモンテカルロ法による分子運動シミュレーションを用いた解析が有効ではないかと思われ、分析が進められている。

## 歴史
1950年代、カナダのショーランダー (Scholander) が魚の血液の氷点下の環境での魚の生存機構を研究中、北極海の魚の血液中には不凍性を発揮する成分が含まれているのではないかと閃いたことがきっかけとなった。そのため、不凍タンパク質類は不凍タンパク質と同時に発見されたことになる。また、このときに、不凍性成分の実体は糖タンパク質であるとの説が発表された。
また、1960年代以降に動物学者のアーサー・デブリース (Arthur DeVries）は、南極の魚から不凍タンパク質を単離した。
その後の研究で、糖タンパク質でない不凍タンパク質類が発見された結果、不凍タンパク質類は糖タンパク質と非糖タンパク質のものに分類されることになった。デブリースとロバート・ハーニー (Robert Feeney) は1970年に不凍タンパク質類を化学的および物理的性質によって分類した。1992年にグリフィス (Griffith) らは冬ライムギから不凍タンパク質を分離したと発表、また時をほぼ同じくしてウルシア (Urrutia) ・デューマン (Duman) ・ナイト (Knight) は被子植物の熱ヒステリシス性タンパク質を発見したと発表した。さらに1993年、デューマン (Duman) とオルセン (Olsen) は食用作物を含む被子植物23種から不凍タンパク質類を発見したと発表した。また、彼らによれば、菌類や細菌類からも発見されたという。
近年、不凍タンパク質類 (antifreeze proteins) の名称を、氷構造タンパク質 (ice structuring proteins) に改名すべきとの主張が存在する。これは、不凍タンパク質類 (antifreeze proteins) の名称が、自動車などに用いられる「不凍液」に近く、不凍機構が不凍液と全く異なるにもかかわらず、混同される虞があるとの理由によるものである。

## 応用
以下のような応用が検討されている。
- 耐寒性植物の育種
- 耐寒性魚類の育種と養殖
- 冷凍食品の解凍と冷凍を繰り返すとまずくなる現象などの回避
- 外科手術 - 正常な生体組織を保護しつつ、腫瘍など、除去したい組織を選択的に凍結破壊する目的
- 人体や植物組織の凍結保存 - 移植用臓器や血液の保存や利用可能時間の延長に用いられる[17]
- 低体温症の対処

## 近年の報告
- アイスクリームやヨーグルトへの応用が報告された
- 魚類からの抽出が主な精製法で非常に高価であったが、遺伝子組み換え細菌を用いた量産技術が確立された。これについては、現在のところ、人間へのアレルギー性や毒性は報告されていない。

## 関連文献
日本語のオープンアクセス文献
- 田中正太郎、小橋川敬博、三浦和紀、西宮佳志、三浦愛、津田栄「不凍タンパク質」『生物物理』第43巻第3号、2003年、130-135頁、doi:10.2142/biophys.43.130。
- 灘浩樹「不凍タンパク質による氷の成長抑制機構(<特集>マクロ分子の関与する結晶成長)」『日本結晶成長学会誌』第35巻第3号、2008年、161-170頁、doi:10.19009/jjacg.35.3_161。